# Саррокки, Тито
Тито Сарроччи (ит. Tito Sarrocchi, * 5 января 1824 г. Сиена; † 30 июля 1900 г. Сиена) - итальянский скульптор второй половины XIX века. 

## Жизнь и творчество
Родился в семье Антонио Сарроччи и Розы Манчини. Улица, где рос будущий скульптор, ныне носит его имя (Via Tito Sarrocchi), а родился он в доме №53. В возрасте 15 лет Тито приезжает во Флоренцию и поступает там в Академию изящных искусств (Accademia di belle arti di Firenze), в класс Лоренцо Бартолини. Позднее продолжает обучение и работает в мастерской Джованни Дюпре, также сиенца. В 1855 году Тито возвращается в Сиену. К его наиболее известным произведениям относятся в первую очередь фонтан на центральной площади Сиены, Пьяцца дель Кампо - фонтан Гайя (Fonte Gaia, с 1858 по 1868 год)). Фигуры находившейся здесь ранее работы Якопо делла Кверча в настоящее время находятся в городском музее Сиены - Санта-Мария делла Скала. В одном из залов музея, зале ди Сан Джузеппе (гипсотеке) с 1999 хранятся около 200 работ самого Сароччи, которые он создал после 1855 года и в 1894 году передал родному городу. 
В мае 1861 года Тито Сарроччи вступает в брак с Эрнестой Гани. В сентябре того же года она умирает во время неудачных родов. В сентябре 1867 года скульптор женится вторично, на Эмме Паллини из Гроссето. В этом браке родились трое детей. С 1873 года скульптор работает с итальянским правительством в «Высшей джунте по изящным искусствам» (Giunta Superiore di Belle Arti). Скончался в 1900 году в собственном доме. Именем Тито Сарроччи в Сиене названа улица, на которой стоит дом, где скульптор родился. Уже на следующий год после его смерти, в 1901, в почётном зале сиенского Палаццо Публико (в зале Рисорджименто) был выставлен его бюст работы Арнольдо Прунаи.

## Избранные работы
- Памятники на кладбище ди Бонария, Кальяри
- На вилле Чиги Сарацини, в Кастельнуово-Берарденга:
  - Памятник Микеланджело
  - Фонтан
- Мадонна с младенцем, на фасаде кафедрального собора Флоренции, 1887
- Воздвижение креста, на фасаде собора Санта-Кроче, Флоренция, 1865
- Бюст архитектора Алессандро Манетти, Гроссето, 1873
- Бюст Джузеппе Гарибальди, Гроссето, 1884
- Саллюстио Бандини, Пио Фантони, Леонардо Хименес, мраморный рельеф и источник, парк Ренато Поллини, Гроссето, 1878
- Часовни частных лиц, кладбище ди Мизерикордия, Гроссето
- Надгробие скончавшегося епископа Джузеппе Траверси, собор Сан-Цербоне, Масса-Мариттима.
- Алтарь базилики Сан-Доменико, Сиена, 1855-1858, совместно с Энео Бехерони
- Бюст монсеньора Джованни Пьераллини, базилика ди Сан-Франческо, Сиена, 1891
- Фонтан Фонте Гайя, Сиена воспроизведение работы Якопо делла Кверча
- Многочисленные памятники на кладбище делла Мизерикордия в Сиене
- Бюст Пьетро Бамбаджини Галлетти, Сиенский собор, 1869
- Памятник Саллюстио Бандини, Палаццо (дворец) Салимбене, Сиена, 1880

## Галерея
- Фонтан Фонте Гайя в Сиене
- Памятник Саллюстио Бандини в Сиене
- Памятник Monumento ai Caduti в Сиене
- Фонтан на вилле Чиги Сарацини в Кастельнуово-Бераденья
- Гений смерти (Genio della Morte), Сиена
- Бюст сенатора Тиберио Сергарди
- Фасад дома, где родился Тито Саррокки
- Мемориальная доска на доме, где родился Тито Саррокки

## Дополнения
- Sarròcchi, Tito в «Enciclopedie on line» на treccani.it
- Краткая биография Тито Сарроччи на Scultura Italiana с иллюстрациями Visione di Ezechiele и Tobia
- Работы Тито Сарроччи на «Art and Architecture»